# Rhapsa occidentalis
Rhapsa occidentalis är en fjärilsart som beskrevs av Turner 1944. Rhapsa occidentalis ingår i släktet Rhapsa och familjen nattflyn. Inga underarter finns listade.